# Glossotilla
Glossotilla Bischoff, 1920 — род ос-немок из подсемейства Mutillinae.

## Описание
Афротропика. Ближний восток (Йемен). У самцов 13-члениковые усики, у самок — 12-члениковые. Тело в густых волосках. Самка осы пробирается в чужое гнездо и откладывает яйца на личинок хозяина, которыми кормятся их собственные личинки.

## Систематика
64 вида. Относится к трибе Petersenidiini. 
- Glossotilla djiboutiensis Bischoff, 1920
- Glossotilla suavis Gerstäcker, 1873 typus (=Mutilla suavis Gerstäcker, 1873)